# Lijnkathaai
De lijnkathaai (Halaelurus lineatus) is een vissensoort uit de familie van de Pentanchidae. De wetenschappelijke naam van de soort is voor het eerst geldig gepubliceerd in 1975 door Bass, D'Aubrey & Kistnasamy.